# Borneowoltimalia
De borneowoltimalia (Ptilocichla leucogrammica) is een zangvogel uit de familie Pellorneidae. Het is een kwetsbare, endemische vogelsoort op het eiland Borneo.

## Kenmerken
De vogel is 15 cm lang. Het is een schuwe, middelgrote timalia, die voornamelijk op de bosbodem verblijft. De vogel is van boven en op de vleugels en de staart warm bruin en heeft een brede, lichte wenkbrauwstreep. Van onder is de vogel wit met kleine schubvormige stippels op de keel en zwarte veren met witte randen, waardoor een zwart-wit stippeling ontstaat. De poten zijn vrij lang en rozekleurig.

## Verspreiding en leefgebied
Deze soort is endemisch op Borneo: Sarawak en  Sabah (Oost-Maleisië), Brunei en Kalimantan (Indonesië). Het leefgebied is tropisch regenwoud, merendeels laaglandbos en heuvellandbos tot op 900 m boven zeeniveau.

## Status
De borneowoltimalia heeft een bedreigd leefgebied en daardoor is de kans op uitsterven aanwezig. De grootte van de populatie werd in 2016 door BirdLife International geschat op 15 tot 30 duizend individuen en de populatie-aantallen nemen af door habitatverlies. Het leefgebied wordt aangetast door ontbossing waarbij natuurlijk bos wordt verbrand of omgezet in gebied voor agrarisch gebruik en andere vormen van exploitatie. Om deze redenen staat deze soort als kwetsbaar op de Rode Lijst van de IUCN.